# 伊万·伊利奇 (足球运动员)
伊万·伊利奇（2001年3月17日—），塞尔维亚男子足球运动员，司职中场。現效力於意甲球隊拖連奴。塞爾維亞國家足球隊成員。他曾代表塞尔维亚国家队参加2022年国际足联世界杯，结果队伍止步小组赛阶段。